# Вероніка Гамбара
Веро́ніка Га́мбара, графиня Корреджо (італ. Veronica Gambara, 29 листопада 1485, Пральбоїно — 13 червня 1550, Корреджо) — італійська поетеса, письменниця, державна діячка та дипломатка епохи Ренесансу, володарка міста Корреджо. Її твори, переважно сонети, включають любовну лірику, екзистенційну лірику, дипломатичні поезії, листування і вирізняються витонченістю та чистотою стилю.

## Життєпис
Народилася поблизу Брешії (Ломбардія, Італія). Одна зі сімох дітей правителя Брешії — графа Джанфранческо Гамбари та його кузини Альди Піо да Карпі. Її рідня славилася видними інтелектуалами, серед яких були, наприклад, бабуся Джиневра Ногарола і сестра Джиневри Ізотта Ногарола, а також тітка за материнською лінією Емілія Піа да Монтефельтро, яку Кастільйоне використовує як персонажку в своєму «Придворному». У віці 17 років вступила в листування з главою петраркістів П'єтро Бембо, який пізніше став її ментором.
Здобула чудову освіту, з ранніх років займаючись літературою, філософією та іноземними мовами. Вміла складати вірші латиною. «У неї був швидкий розум і чудова пам'ять, у пізні роки вона продемонструвала себе як чудова авторка листів і блискуча дипломатка; Її риси були ... грубими та чоловічими, але все це компенсувалося її очима та їх жвавим виразом». Голос її був дуже музичним та мелодійним, її промови приковували увагу. Її перший біограф і друг Рінальдо Корсо писав: «якби її обличчя було таким самим, як її тіло, вона мала б ідеальну красу ... проте цей недолік повністю компенсувало її красномовство. Вона говорила так жваво і дотепно, що кожен, хто чув її, намагався відвідати її знову».

### Шлюб: художня діяльність

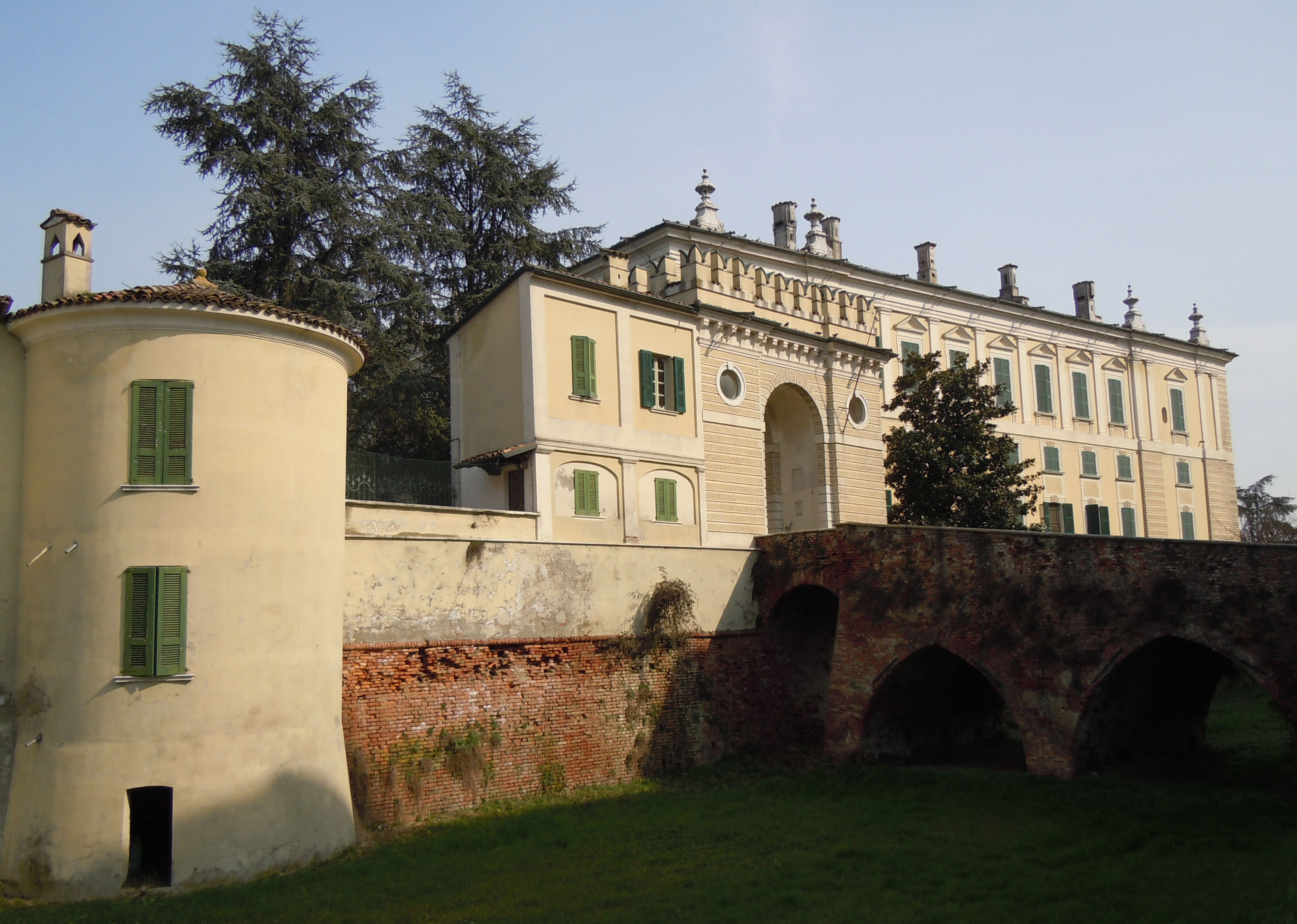
Пральбоіно, палац Гамбара

1508 року відбулися заручини 23-річної Вероніки з її 50-річним кузеном Гіберто Х (VII), графом Корреджо, кондотьєром. У 50-річного вдівця було вже дві доньки (від Віоланти Ріко, нащадка Піко делла Мірандоли). 1509 року вони одружилися в Амальфі. Вона дуже прив'язалася до чоловіка.
Народила двох синів: Іполліто (1510—1552), який став кондотьєром, як і батько, і 24 січня 1534 одружився зі своєю кузиною К'яре да Корреджо, і Джироламо (1511—1572), що став кардиналом. Хрещеною матір'ю старшого хлопчика стала Ізабелла д'Есте.
Свій маленький двір Вероніка перетворила на подобу літературного салону, де чудово почувалися ренесансні гуманісти.
Аріосто, побувавши в неї в гостях 1531 року, згадав її в «Несамовитому Роланді» серед її молодших родичок. Бернардо Тассо вихваляв її поезію у своєму «Амадісі Гальському» (1560). Коли П'єтро Бембо нарешті, після довгого листування, зустрівся з нею особисто (1504 року, в Брешії), він почав до неї звертатися як до «Береніки» — тим же ім'ям він назвав найчеснішу з персонажів свого діалогу «Gli Asolani» (1505). П'єтро Аретіно оспівував її «gloriouse fatiche» («славні праці») у пролозі до другого видання своєї «Куртизанки» (1534) і віддає їй честь, надрукувавши 1537 року її вірші з нагоди його коханої Анжели Торнібені да Падова; одного разу, втім, він назвав поетесу «увінчаною лавром блудницею», хоча в інші моменти дружньо з нею листувався.
Вероніка була патронесою місцевого художника Антоніо Аллегрі, який увійшов у світову історію під прізвиськом Корреджо; вона рекомендувала його мантуанському герцогу, а він (згідно з однією з версій) залишив її портрет. Також він розписав віллу Вероніки, яка не збереглася.
1511 року разом з двором через чуму в місті покинула Корреджо й перебувала в Мантуї разом з матір'ю-вдовою. 1512 року, через похорон батька відвідуючи матір у Брешії, була захоплена облогою міста венеційцями, але врятувалася, коли облогу зняли французи під проводом Гастона де Фуа.
1515 року перебувала в Болоньї під час історичної зустрічі нового короля Франциска I і папи Лева X, причому король був нею зачарований.

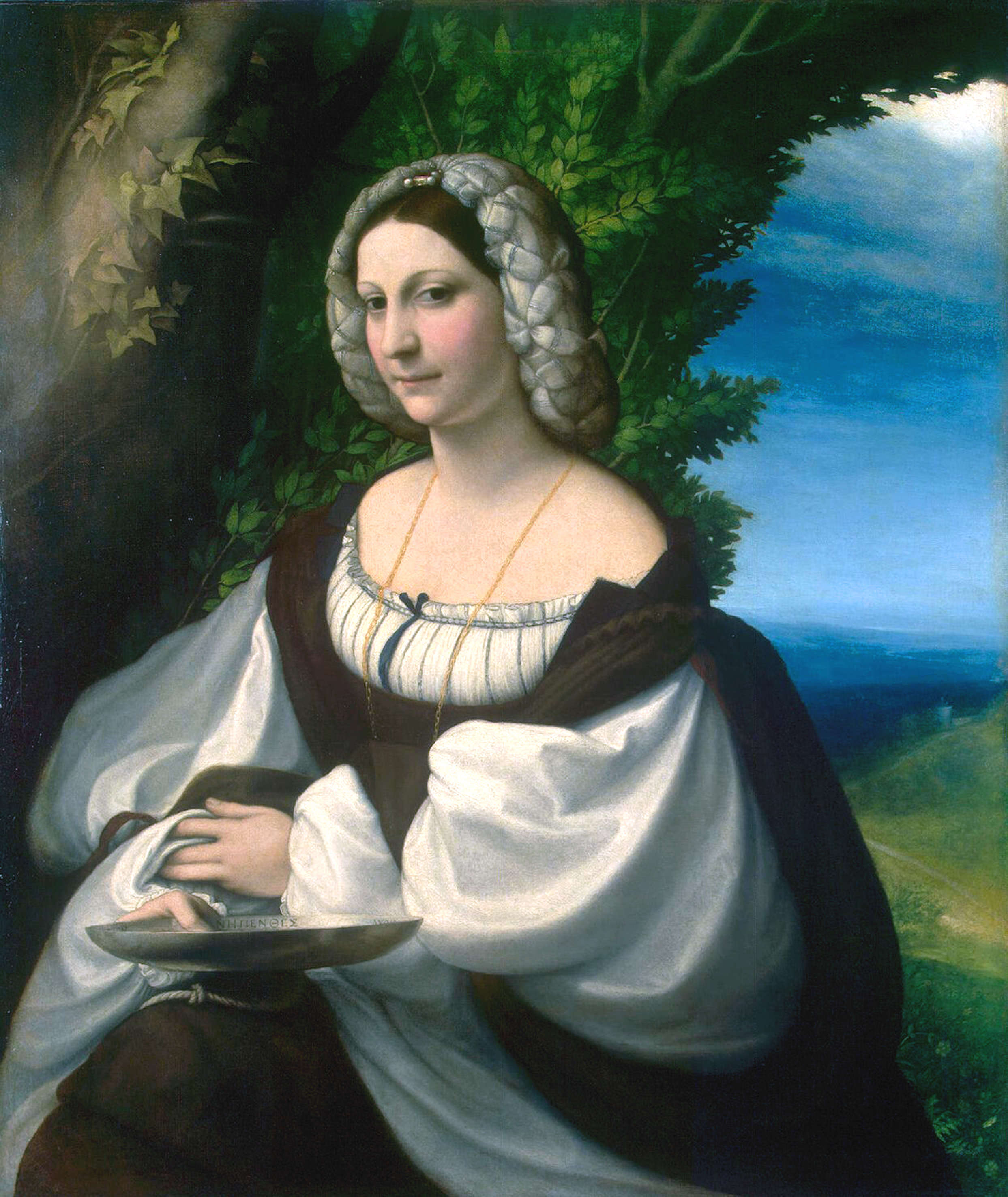
Корреджо. «ЖІночий портрет», 1517-18, Ермітаж.
Невідома жінка в жалобному (чернечому) вбранні зображена під покровом лавра, який символізує її поетичне обдарування. Стовбур дерева, оповитий плющем, позначає вічне кохання та подружню вірність. За однією з версій, на портреті зображено Джиневру Рангоне, дружина Джангалеаццо да Корреджо. За іншим припущенням це і є Вероніка Гамбара.

### Удівство: громадська активність
Після смерті чоловіка 16 серпня 1518 року Вероніка висловила свій смуток у творах і взяла на себе турботу про його статки, управління містом і виховання дітей. Вона назавжди одягла жалобне вбрання, обробляла кімнати чорним і, як свідчить її лист, завела в стайні четвірку коней вороної масті як відповідний знак своєї скорботи. Над дверима до своїх апартаментів наказала вирізати латинський напис із «Енеїди», де йшлося про Дідону, покинуту Енеєм:
Ille meos, primus qui me sibi iunxit, amores abstulit;

Ille habeat secum servetque sepulchro (IV, 28-29)

(Той, що з'єднався зі мною у першім коханні, в могилі,—

Хай там пильнує його, на вічні віки зберігає)
Одну з прийомних дочок, Констанцу, видала за Алессандро Гонзага, графа Новелара, а другу, Джиневру, за графа Паоло Фрегосо з Генуї.
Зіграла важливу роль у історії міста Корреджо за часів італійських воєн імператора Карла V і короля Франциска I. Разом зі своїми братами Бруноро та Уберто відмовилася від профранцузьких настроїв у своїй сім'ї і стала на бік імператора. Адресувала монархам вірші про необхідність миру.
1520 року отримала від імператора Карла інвеституру на землі Корреджо для своїх синів. 1522 року відвідала Парму, 1524 року — Феррару і Венецію, а потім повернулася в Корреджо. 1526 року озброїла своїх городян на оборону проти набігу, очолюваного Фабриціо Марамальдо.
Від 1528 року її брат кардинал Уберто Гамбара керував Болоньєю від імені папи на посаді віце-легата. Кардинал забезпечив її старшому синові гарну військову посаду, а 17-річного молодшого, прелата, він узяв до себе вчити дипломатії та тонкощам придворного життя. Вероніка залишилася в Болоньї деякий час, відкривши свою вітальню для публіки, можливо, за дорученням брата-кардинала, який дотримувався целібату, але потребував «першої леді». Її салон відвідували П'єтро Бембо, Франческо Мольца, Джанджорджо Тріссіно, Маркантоніо Фламініо, Клавдіо Толомеї.
На коронації Карла 24 лютого 1530 року в Болоньї, як зазначають, допомогла влаштувати тимчасове примирення між ворожими угрупованнями. 23 березня 1530 року (дводенний візит) і в січні 1533 року імператор відвідав її місто (цій події присвячена ще одна картина Корреджо). Під час першого візиту, заради якого вона повернулася до міста з Болоньї, імператор підписав з нею договір, пізніше порушений, про те, що Корреджо не зазнаватиме облог. 1535 року була в Неаполі після повернення Карла з Тунісу.
1538 року організувала успішну оборону свого міста від сусіднього герцога Галлеото Піко делла Мірандола. Збереглися листи, у яких вона описує голод і чуму, яких страждають обложені городяни.
Між 1546 та 1550 роками імператор виплатив місту суму на будівництво фортечних стін, бажаючи мати у своїх володіннях фортецю. Всі ці події свідчать про її активну діяльність, небайдужість, проникливість і успіх як політикині і державної діячки.
1549 року супроводжувала свою невістку в Мантую на весілля герцога Франческо III з Катериною Австрійською. Повернувшись звідти, померла 1550 року. Похована поряд із чоловіком у церкві Св. Домініка. Обидві могили знищили 1556 року іспанці, які утримували місто проти військ папи та його союзників.

## Творчість
Збереглося 80 віршів та 150 листів Вероніки Гамбара (сучасне критичне видання Алана Баллока зараз атрибутує їй 67 віршованих творів). Більшість її творів — сонети, хоча писала й мадригали, балади і станци. Крім політичних творів, писала на тему кохання, релігії та пасторалі.
Поема «Quando miro la terra ornata e bella» входила до багатьох антологій ренесансної лірики і мала таку якість, що її іноді приписували Вітторії Колонні. Цей вірш адресований Козімо I, герцогу Флоренції. Припускають, що у відповідь на цей вірш герцог дав в управління Іполліто, сину Вероніки, Сієну.
До шлюбу темою віршів була драматизація боротьби з домаганнями чоловіків, які шукають її кохання, туги і відсутності самоповаги. В шлюбі писала спокійніші твори. Є низка творів, написаних з дипломатичними цілями. Найвідоміші її вірші оспівують пейзаж, оплакують смерть чоловіка й окремих поетів і друзів, вихваляють сильних політиків і оспівують дружбу з поетами. Переважає любовна лірика, частина якої має явні автобіографічні риси. Настрій творів часто сумний, із гнівом, зверненим проти себе. Трапляються й еротичні моменти. Літературознавці пишуть:
|  | ...глибоке знання культури та майстерність поетичного стилю дозволили поетесі досягти бездоганних результатів з погляду форми ... В листах, які відносять до найкращих зразків епістолярної прози XVI століття, поетеса демонструє жвавість і оригінальність думки ... Поетичну творчість Гамбари розглядають у рамках петраркізму XVI століття ... Вміння поетеси „намалювати“ ідилічні краєвиди та образи цінував Дж. Леопарді: у цій її здібності він знаходив ознаку протистояння між безтурботною красою природи та нещастям, на яке приречена людина в умовах свого буття». Оригінальний текст (рос.) ...глубокое знание культуры и мастерство поэтического стиля позволили поэтессе достичь безупречных результатов с точки зрения формы ... в письмах, считающихся одним из лучших образцов эпистолярной прозы XVI века, поэтесса демонстрирует живость и оригинальность мысли ... Поэтическое творчество Гамбары рассматривается в рамках петраркизма XVI века ... Умение поэтессы „нарисовать“ идиллические пейзажи и образы ценил Дж. Леопарди: в этой её способности он находил признак противостояния между безмятежной красотой природы и несчастьем, на которое обречён человек в условиях своего бытия. |

Її мадригали клали на музику Вічентіно, Тромбончіно і Лука Маренціо.
Адресатами листів Вероніки Гамбара були члени її сім'ї, друзі та кілька впливових людей. До її епістолярних друзів входили П'єтро Бембо, перекладач та граматик Ринальдо Корсо, композитор Клаудіо Меруло, філософ Ломбарді, гуманіст Еліо Джуліо Кротто, вчений Джироламо Рушеллі, а також Аріосто й дель Васто, Ізабелла д'Есте і Вітторія Колонна (останні дві — швидше з політичних міркувань). Збереглися листи: 1 — до Бернардо Тассо, 2 — до Тріссіно, 10 — до Бембо, 11 — до Аретіно тощо.

### Недрукована любовна лірика
Класичні збірки Гамбари залишали багато її віршів недрукованими. Від 1553 до 1995 року стандарт «повного» видання виключав її любовні вірші. Всі вірші, які зумів опублікувати Коста 1890 року під назвою Sonetti Amorosi Inediti o Rari di Veronica Gambara da Correggio, є любовними, сповненими відчаю та песимізму, що змушує вважати, ґрунтуючись на історії її життя, що Вероніка мала кохання до й після шлюбу. Сім'я Гамбари, що займалася виданням її праць, не хотіла, щоб про подібні речі було відомо, оскільки це суперечило б традиційному образу цнотливої жінки, чиє життя присвячене місту, літературі та синам. Тому перше місце відводилося патріотичним віршам, потім листуванню з Бембо і Колонною (шанованими гуманістами).
Рідкісний випадок її датованої творчості — вихід друком 1504 року «Or passata è la speranza» разом з іншою лірикою, яку поклав на музику композитор Тромбончіно. До 1530 року її поезія була відома на півострові, від 1535 року її вірші починають включати в антології. Сама Гамбара не займалася друком своїх праць.
Посмертно низку її віршів надруковано у Венеції в збірнику «Rime di diversi eccellenti autori bresciani» (1554). «Fiori delle rime dei poeti illustri» видано у Венеції 1558 року. Також її надрукували в ранній зі збірок, повністю присвячених жіночої поезії — «Rime diverse d'alcune nobilissime, et virtuosissime donne» (1559).
Феліче Ріццарді був першим редактором, хто видав книгу, яка містила виключно її твори — лише 1759 року в Брешії вийшли «Вірші та листи» («Rime e lettere»). Він зібрав 42 твори, розподіливши їх у хронологічному порядку на свій розсуд.